# Horní Habartice
Horní Habartice (en allemand : Ober Ebersdorf) est une commune du district de Děčín, dans la région d'Ústí nad Labem, en Tchéquie. Sa population s'élevait à 418 habitants en 2021.

## Géographie
Horní Habartice se trouve à 10 km à l'est de Děčín, à 24 km au nord-est d'Ústí nad Labem et à 77 km au nord de Prague.
La commune est limitée par Dobrná au nord-ouest, par Markvartice au nord-est et à l'est, par Velká Bukovina au sud-est, et par Dolní Habartice au sud-ouest et à l'ouest.

## Histoire
La première mention du village remonte à 1281.

## Patrimoine

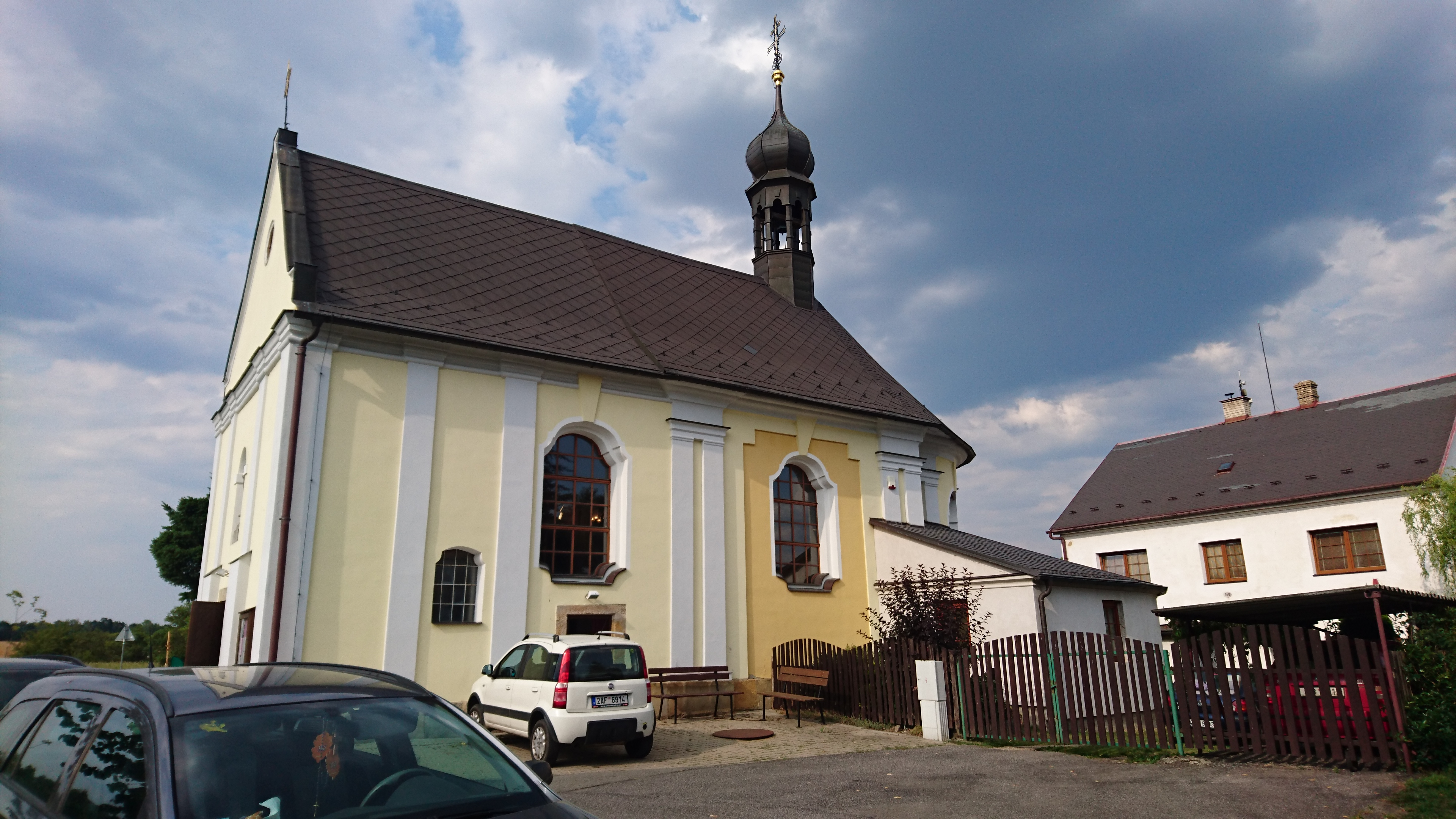
Église Saint-Jean-Baptiste.
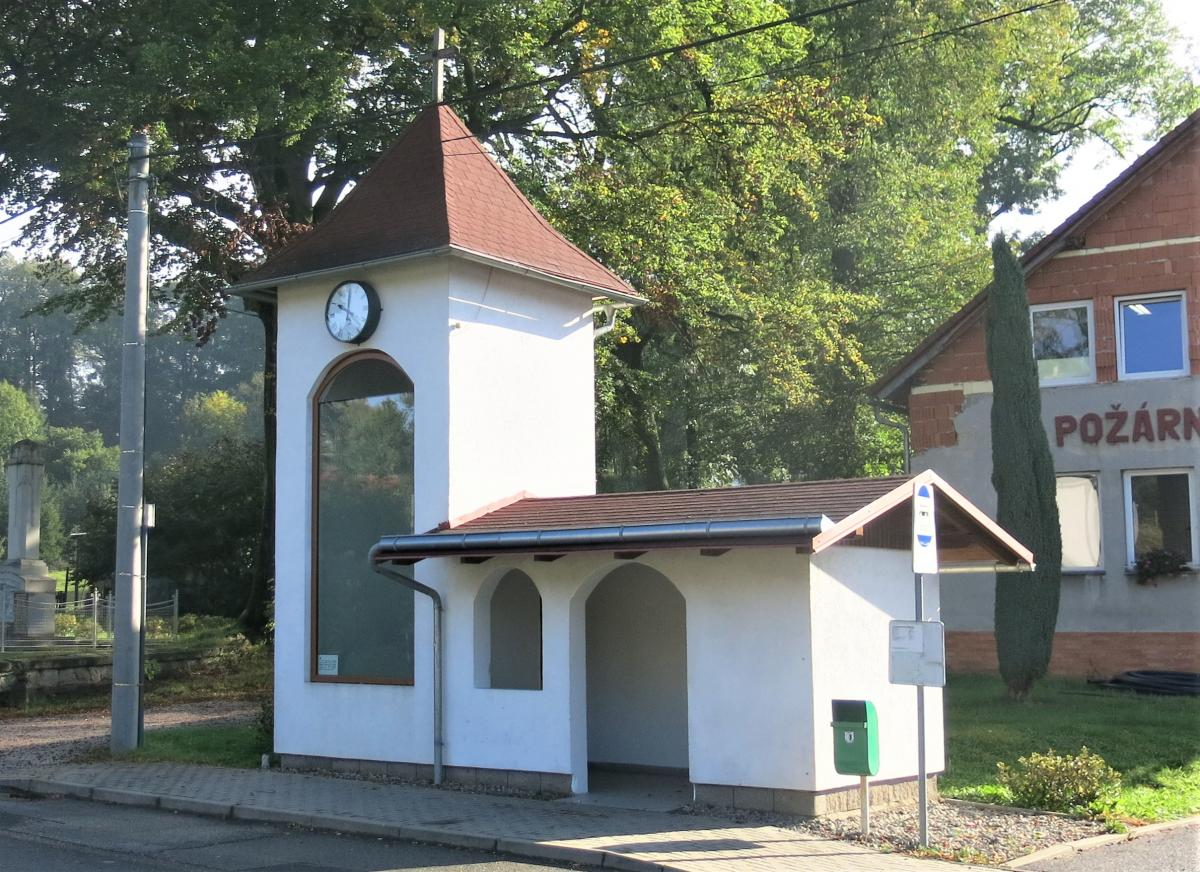
Chapelle à Horní Habartice.

## Transports
Par la route, Horní Habartice se trouve à 13 km de Děčín, à 32 km d'Ústí nad Labem et à 106 km de Prague.